# 1323 Тугела
1323 Туґела (1323 Tugela) — астероїд головного поясу, відкритий 19 травня 1934 року.
Тіссеранів параметр щодо Юпітера — 3,083.
Назва походить від назви річки Туґела у Південній Африці.